# 玛赛·拉塞尔
玛赛·拉塞尔（英語：Masai Russell，2000年6月17日—），美国女子田径运动员，主攻跨栏项目，2023年全国田径锦标赛女子100米栏铜牌得主、2024年夏季奥林匹克运动会女子100米栏金牌得主。